# 乌巴图巴
乌巴图巴是巴西圣保罗州的一个市镇。总面积712.116平方公里，总人口75008人，人口密度105.3人/平方公里。